# Cappella Tiranni
La cappella Tiranni si trova nella chiesa di San Domenico di Cagli e contiene un ciclo di affreschi di Giovanni Santi.

## Descrizione

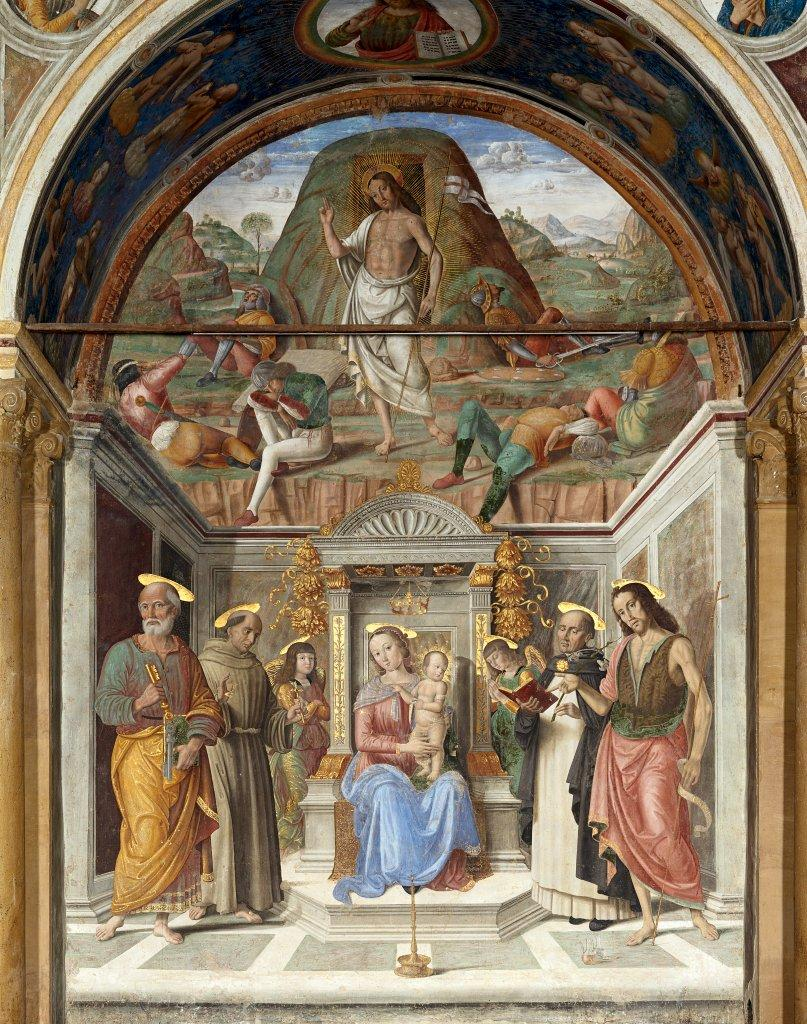
Cappella Tiranni, part. Sacra conversazione e Resurrezione

La decorazione della cappella, nella chiesa di San Domenico in Cagli, fu affidata da Pietro Tiranni a Giovanni Santi e che Luigi Pungileoni considerava "il suo capo lavoro" indicandola come la "bell'opera che fu l'estremo di sua possa".
La cappella quattrocentesca è fin dall'Ottocento una delle mete dei viaggiatori inglesi che transitano lungo la Flaminia. Austen Henry Layard aveva pubblicato nel 1859 per conto della Arundel Society una monografia intitolata Giovanni Sanzio and his fresco at Cagli (tradotta in italiano nel 1994 a cura di R. Varese).
Nei due tondi dei pennacchi dell'arco si trova l'Annunciazione mentre nella parete di fondo prendono corpo la Sacra Conversazione e la Resurrezione di Cristo.
Al centro di una sapiente architettura, assisa su di un trono marmoreo, la Madonna con il crine rannodato da un velo ed il Bambino dritto sulle ginocchia, è attorniata da quattro figure di santi. Alla sinistra del visitatore, con una ricca tonaca e sopravveste ricamata, volto al popolo è San Pietro affiancato da San Francesco dalle cui stimmate partono raggi dorati. San Francesco reca in mano il crocifisso che si direbbe elevato a protezione del vicino angelo dalle ali lumeggiate d'oro e una veste preziosa e leggera. Questa creatura celeste è tradizionalmente ritenuta il ritratto di Raffaello all'età di circa nove anni. Affiancano infine la Madonna (nella quale spesso si rimarca un forte influsso del Perugino dimenticando però gli esempi marchigiani dei crivelleschi) San Tommaso d'Aquino e San Giovanni Battista, il cui volto secondo alcuni sarebbe l'autoritratto del pittore.
Sul pavimento le ampolle utilizzate per la Santa Messa, alludono al sacrificio del Cristo mentre la fiamma della candela, posta al centro del semicerchio idealmente realizzato dagli astanti, sta ad indicare la possibilità della vita eterna attraverso la fede nonché la resurrezione resa possibile dal sacrificio del Salvatore. Proprio in linea con la candela accesa è, infatti, in alto il Cristo Risorto davanti al sepolcro tra due ale di soldati, con corazze di foggia tipicamente quattrocentesca e secondo taluni feltresca, immobilizzate dallo straordinario evento. Proprio lo studio di tali guerrieri ha condotto Fausta Gualdi ad individuare citazioni dell'opera paterna da parte del giovane Raffaello nella predella della Crocifissione Gavari (Lisbona, Museu National de Arte Antiga). La studiosa ha peraltro ravvisato anche precisi rimandi esistenti nella Resurrezione di Cristo (San Paolo del Brasile, Museo) di Raffaello con il fastigio del sarcofago di Battista Tiranni del 1481 posto sotto l'altro affresco di Giovanni Santi presente nella medesima chiesa di San Domenico. Le due opere cagliesi commissionate entrambe da Pietro Tiranni, dunque, testimoniano l'influenza subita dal giovane Raffaello sia attraverso l'assunzione dei primi insegnamenti sia mediante una sorta di apprendistato visivo generato dalla profonda conoscenza delle opere paterne: ciò sottolinea, dunque, l'importanza di Giovanni Santi per la formazione del figlio.

## Altre immagini

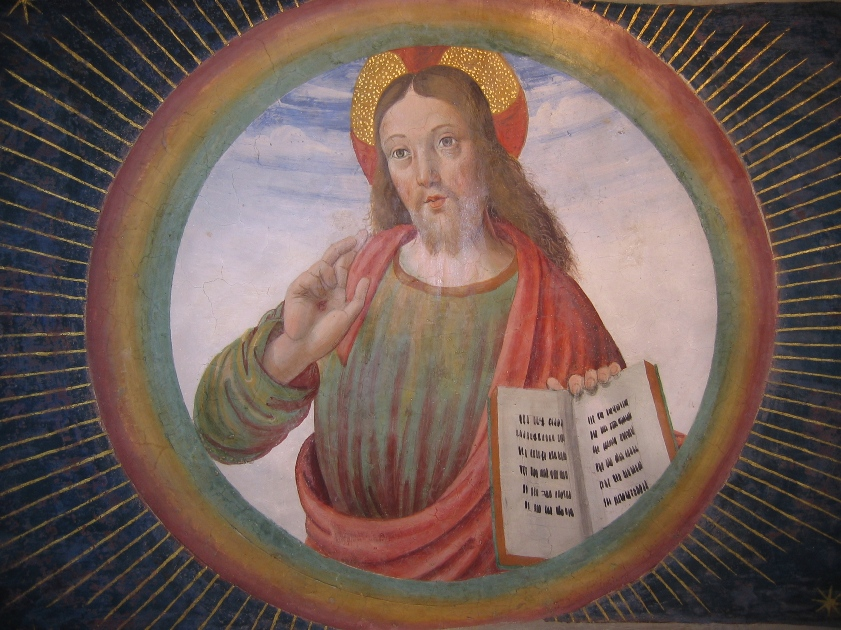
Cristo in gloria benedicente nel sottarco
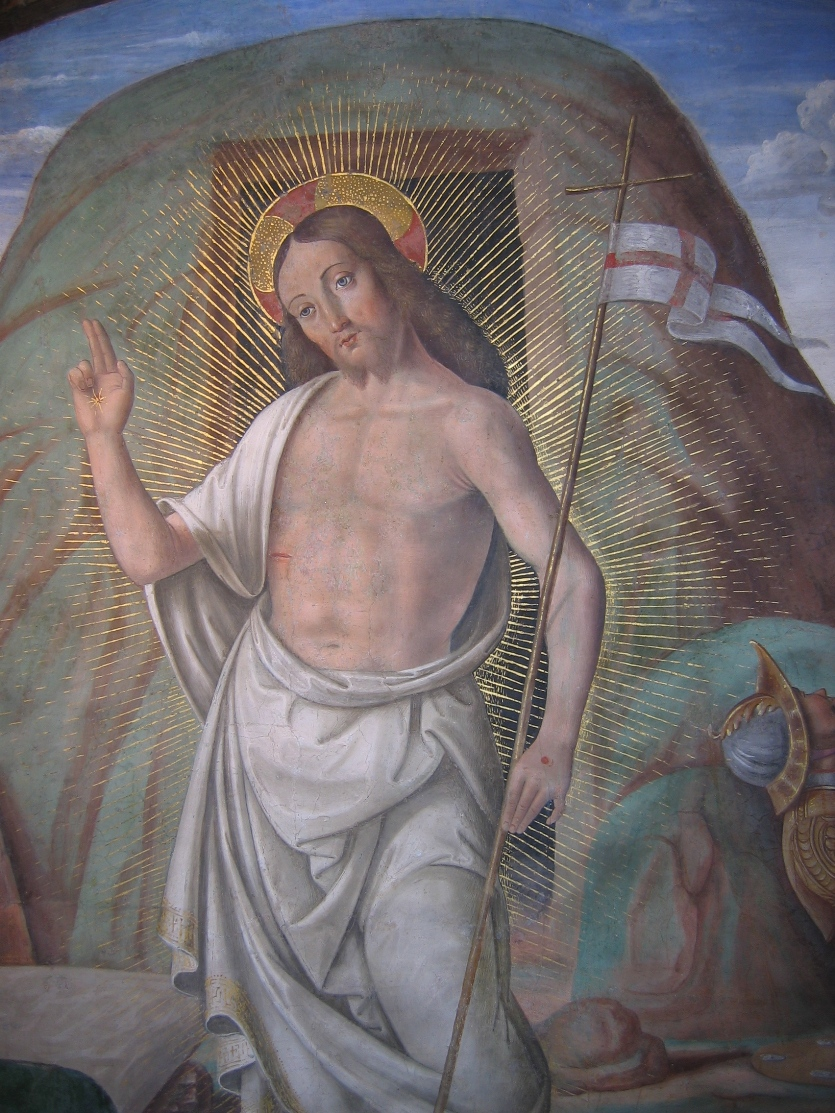
Cristo risorto
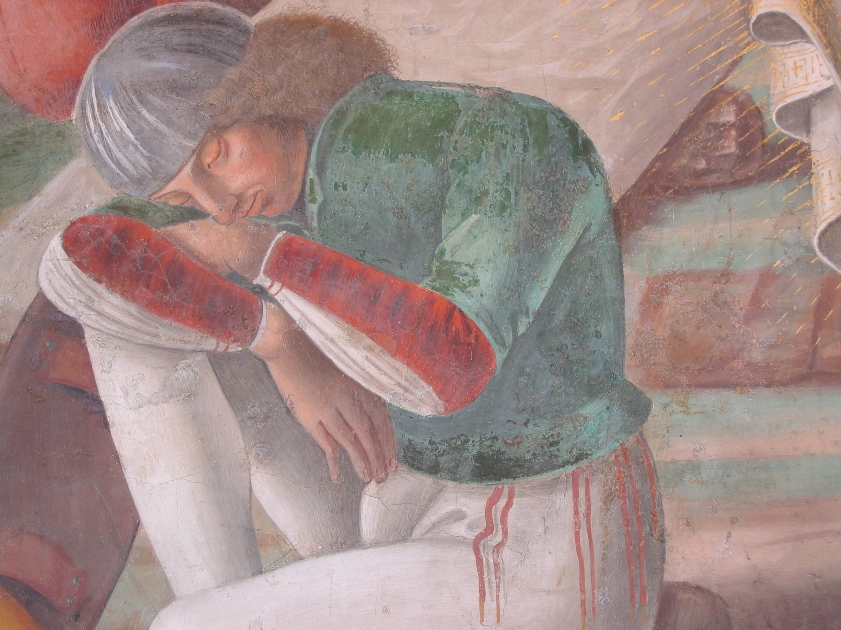
Soldato
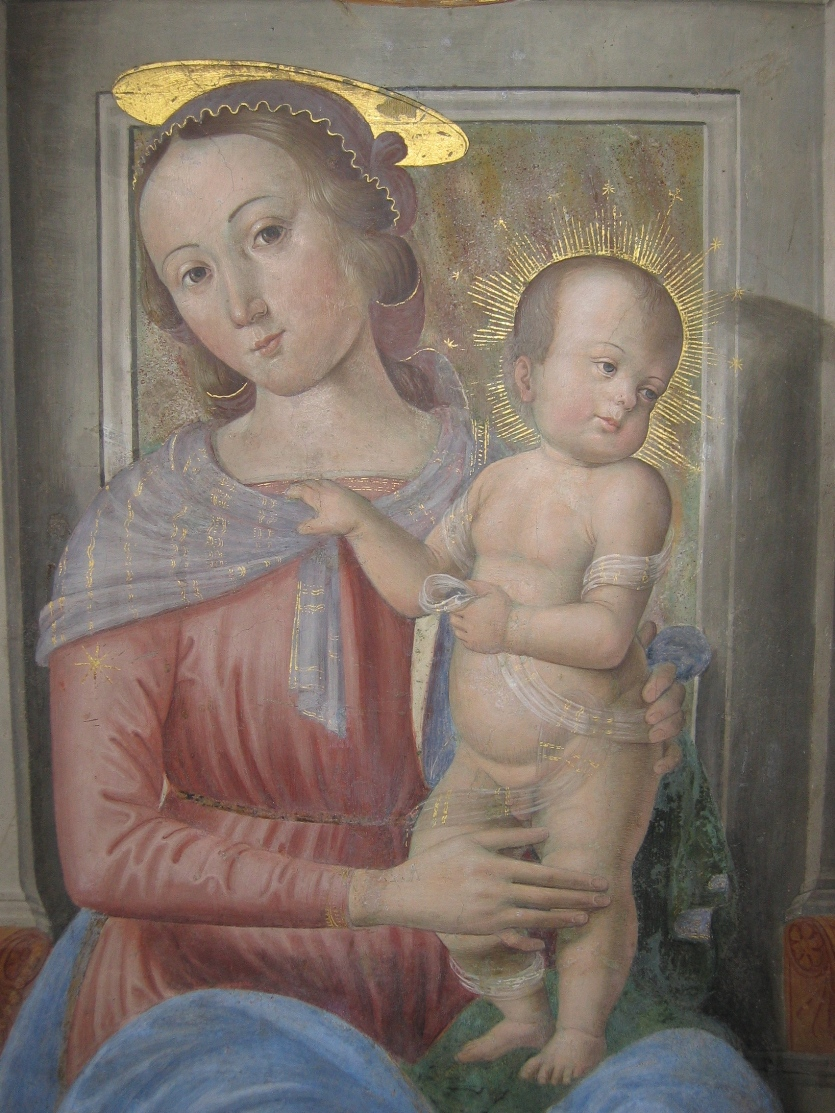
Madonna in trono col Bambino
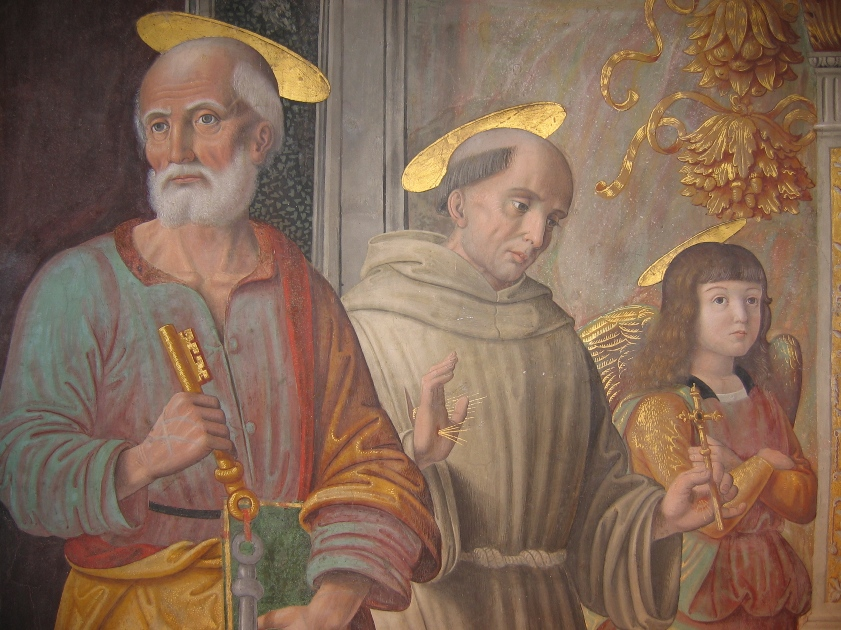
San Pietro, san Francesco e angelo (l'angelo è un ritratto del piccolo Raffaello Sanzio)
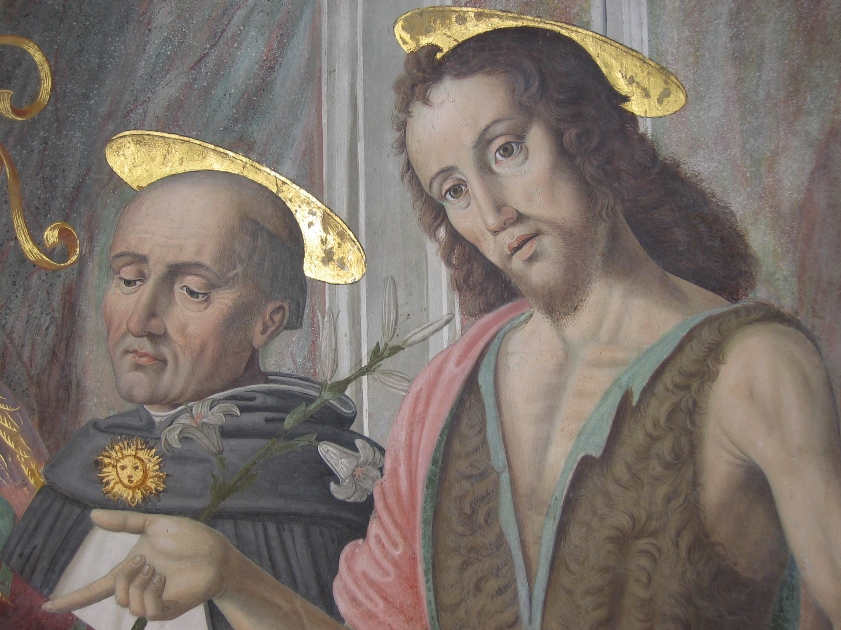
San Tommaso d'Aquino e san Giovanni Battista (Giovanni Battista è probabilmente un autoritratto dello stesso Giovanni Santi)